# Тома Ракалейски
Тома (Томан) Ракалейски е български революционер, деец на Вътрешната македоно-одринска революционна организация.

## Биография
Тома Ракалейски е роден в махалата на пиринското село Влахи Ракалеовци (Ракалейска махала). Влиза във ВМОРО и става сподвижник на противоречивия лидер на Серския революционен окръг Яне Сандански. Томановият мочур е местност, кръстена на негово име.